# Rio Bia
O rio Bia é um rio da África Ocidental que atravessa o Gana e a Costa do Marfim. Tem a sua fonte no Gana, onde se situam 2/3 dos 300 km do seu percurso. A sua bacia estende-se por uns 10 000 km². Desagua no oceano Atlântico, na laguna de Abi, na Costa do Marfim.
Em 1959, uma barragem foi construída no seu curso em Ayame, criando um lago artificial, o lago de Ayame.